# ヘルベルト・ツィマーマン
ヘルベルト・ツィマーマン（Herbert Zimmermann、1954年7月1日 -）は、ドイツ・エンガース出身の元サッカー選手。西ドイツ代表。

## 経歴
西ドイツ代表ではA代表で14試合に出場、B代表では6試合でプレーした。この間、1978年のFIFAワールドカップ・アルゼンチン大会では2試合に出場、1980年のUEFA欧州選手権にも参加、怪我で出場開会は無かったが、優勝を果たした。
クラブでは、FCバイエルン・ミュンヘンでキャリアをスタートさせたが、西ドイツ代表クラスの選手たちがひしめき合う、選手層の厚いチームでは殆ど出場機会を得られなかった。1974年からプレーした1.FCケルンでは奥寺康彦とチームメートであり、1977-78年にはリーグ優勝とポカールの2冠を獲得、翌年のUEFAチャンピオンズカップでは準決勝に進出した。

## タイトル
- 1.FCケルン
  - ブンデスリーガ : 1977-78
  - ポカール : 1976-77, 1977-78, 1982-83

- 西ドイツ
  - UEFA欧州選手権 : 1980

- 個人
  - キッカー誌選出ブンデスリーガ年間ベストイレブン : 1976–77